# Moka
Moka je v prah zmleta snov, navadno žito, namenjena peki ali kuhanju. Moka je osnovna sestavina za pripravo testa in s tem osnova za mnoge jedi, kot so kruh, testenine, potice idr. Moka vsebuje največ škroba, rastlinskega polisaharida, pšenična in nekatere druge vrste moke pa tudi beljakovino gluten, molekule katerega se ob gnetenju križno povežejo in dajejo testu elastičnost. V to omrežje molekul se ujamejo mehurčki zraka, posledica česar je rahla struktura kruha, potic in drugih jedi iz pšenične moke.
Poznamo različne tipe in različne vrste moke. Analize moke opravljamo s farinogramom, alveogramom, ekstenzogramom in viskozimetrom. Encimsko aktivnost merimo s FN-številom padanja. Najvišjo encimsko aktivnost ima ržena moka.